# 黑牙芋螺
黑牙芋螺（学名：Conus eburneus f. polyglotta），是新腹足目芋螺科芋螺属的一种。主要分布于中国大陆、台湾，常栖息在潮间带至潮下带。